# Hydrocotyle himalaica
Hydrocotyle himalaica là một loài thực vật có hoa trong Họ Cuồng. Loài này được P.K. Mukh. mô tả khoa học đầu tiên năm 1969.